# Южинский кружок
Южинский кружок, он же «мамлеевский кружок» — неформальный литературный и оккультный клуб, собиравшийся у писателя Юрия Мамлеева в его двух комнатах в коммунальной квартире в бараке во дворе дома по Южинскому переулку. Барак снесли в 1968 году.
Считается, что собрания Южинского кружка оказали существенное влияние на идеологию и взгляды многих впоследствии известных российских гуманитариев.
Южинский кружок никогда не имел какой-либо определённой философской программы, его участников объединяли общие литературные предпочтения и интерес к мистицизму и эзотерике. Как пишет современный исследователь, «у членов кружка отсутствовало единое религиозное мировоззрение, зато эзотерика стала синтезирующим фактором, который устроил всех, так как она удовлетворяла и духовные потребности, и эстетические, и контркультурные». После высылки из страны самого Мамлеева в 1974 году кружок продолжил своё существование до начала 1990-х годов под руководством Евгения Головина и Александра Дугина. Начиная с 1960-х годов кружок занимался распространением европейских философских и религиозных доктрин, вдохновлявших в свое время фашизм и эзотерический нацизм. Изначально участники в основном интересовались эзотерическим мистицизмом, но постепенно их идеи все больше сближались с идеями европейских правых. Таким образом, собрания Южинского кружка оказали существенное влияние на идеологию и взгляды многих впоследствии известных российских гуманитариев.
Известные участники кружка:
- Юрий Мамлеев
- Евгений Головин
- Александр Дугин (пост-мамлеевский период)
- Гейдар Джемаль
- Игорь Дудинский
- Валентин Провоторов
- Владимир Степанов
- Смирнов Алексей Глебович (фон Раух)
- Александр Проханов
- Александр Лаэртский